# Helge Holden

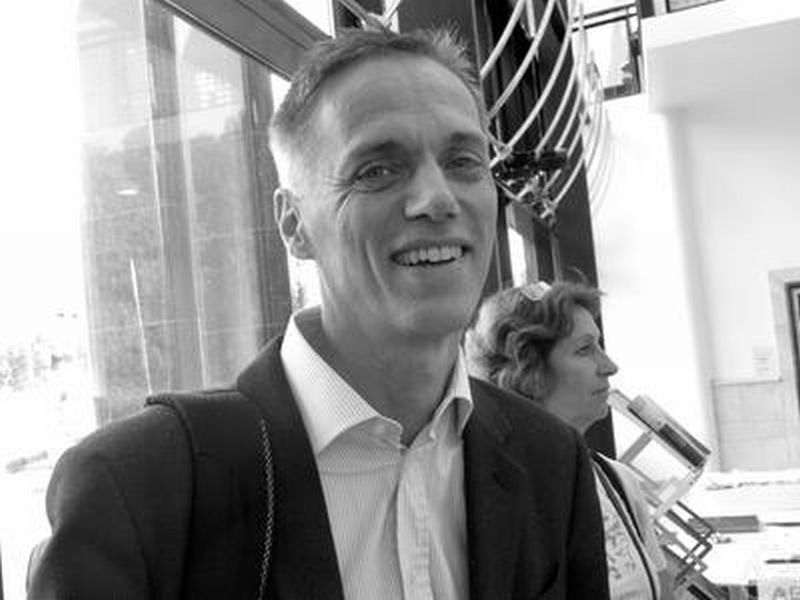
Helge Holden, Oslo 2012

Helge Holden (* 28. September 1956 in Oslo) ist ein norwegischer Mathematiker und mathematischer Physiker.
Holden legte 1981 sein Kandidatenexamen ab und wurde 1985 bei Raphael Høegh-Krohn an der Universität Oslo promoviert (Point Interactions and the Short-Range Expansion. A Solvable Model in Quantum Mechanics and Its Approximation). Als Post-Doktorand war er 1985/86 am Courant Institute of Mathematical Sciences of New York University. Seit 1986 ist er Assistenzprofessor und seit 1991 ist er Professor für Mathematik an der Norwegischen Technischen Hochschule in Trondheim. Er ist außerdem Adjunct Professor in Oslo.
1986 war er Gastwissenschaftler am Caltech und 1996/97 an der University of Missouri.
Er befasst sich mit partiellen Differentialgleichungen (hyperbolische Erhaltungssätze), mathematischer Physik, stochastischer Analysis, integrablen Systemen und Hydrodynamik in porösen Medien.
Holden ist seit 1993 Mitglied der Norwegischen Akademie für Wissenschaft und Technologie, seit 1999 Mitglied von Det Kongelige Norske Videnskabers Selskab in Trondheim, seit 2002 der Norwegischen Akademie für Wissenschaften und seit 2009 der European Academy of Sciences. 2014 wurde er Fellow der American Mathematical Society und 2017 der Society of Industrial and Applied Mathematics. 2018 wurde er zum Mitglied der Academia Europaea gewählt. 2020 wurde er Fellow der der The World Academy of Sciences. Des Weiteren ist er Mitglied der Norwegischen Mathematischen Gesellschaft, der European Mathematical Society und der International Association of Mathematical Physics.
2004 war er Invited Speaker auf dem Europäischen Mathematikerkongress in Stockholm (On the Camassa-Holm and the Hunter-Saxton equations). 2017 erhielt er die Ehrendoktorwürde der Vietnam Academy of Sciences and Technology.
Er war 1996 einer der Herausgeber der Gesammelten Werke von Lars Onsager. Holden ist Herausgeber der Springer Undergraduate Texts in Mathematics and Technology.

## Schriften
- mit N. H. Risebro: Front tracking for hyperbolic conservation laws, Springer Verlag 2007
- mit B. Øksendal, J. Ubøe, T. S. Zhang Stochastic partial differential equations. A modeling, white noise functional approach, Birkhäuser 1996, 2. Auflage, Universitext, Springer Verlag 2010
- mit Fritz Gesztesy, Raphael Høegh-Krohn, Sergio Albeverio: Solvable Models in Quantum Mechanics, Springer 1988, 2. Auflage, American Mathematical Society Chelsea Publishing, 2005
- mit Gesztesy Soliton equations and their algebro-geometric solutions, Band 1: 1+1 dimensional continuous models, Cambridge University Press 2003,
- mit Gesztesy, J. Michor, Gerald Teschl Soliton equations and their algebro-geometric solutions, Band 2: 1+1 dimensional discrete models, Cambridge University Press 2008
- Sturm-Liouville Operators and Hilbert Spaces. A brief introduction, Trondheim, 2. Auflage 2001
- Herausgeber mit K. H. Karlsen: Nonlinear partial differential equations and hyperbolic wave phenomena, Contemporary Mathematics 526, AMS, 2010
- Herausgeber mit K. H. Karlsen: Nonlinear partial differential equations. The Abel Symposium 2010, Springer Verlag 2012
- mit K. H. Karlsen, K.-A. Lie, N. H. Risebro Operator Splitting for Nonlinear Partial Differential Equations with Rough Solutions, EMS 2010
- mit V. Z. Enolskii, F. Gesztesy The classical massive Thirring model revisited, in Gesztesy, Holden, Jost, Paycha, Röckner, Scarlatti Stochastic processes, physics and geometry: new interplays I. A volume in honor of Sergio Albeverio, Canadian Mathematical Society Conference Proc., 2000, S. 263–200
- mit W. Bulla, F. Gesztesy, G. Teschl Algebro-Geometric Quasi-Periodic Finite-Gap Solutions of the Toda and Kac-van Moerbeke Hierarchies, Memoirs of the American Mathematical Society, Band 135, 1998
- mit A. Jensen (Herausgeber): Schrödinger Operators. Sonderborg, Denmark 1988, Lecture Notes in Physics 345, Springer Verlag 1989
- Herausgeber mit S. Albeverio, J. E. Fenstad,T. Lindstrøm Ideas and Methods in Quantum and Statistical Physics (in memory of Raphael Høegh-Krohn), Cambridge University Press, Cambridge, 1992